# Stella Jürgensen
Stella (Silke) Jürgensen ist eine deutsche Sängerin, Sprecherin und Moderatorin von Literatur- und anderen Veranstaltungen.
Stella Jürgensen spricht Features, Reportagen, Dokumentationen und Nachrichten unter anderem für die „Tagesschau“ der ARD. Als Sängerin interpretiert sie traditionelle jiddische Musik in den Ensembles Stella's Morgenstern, Schuhbert & Schtrumpfbert und The Yiddish Vocalists.

## Fernsehsendungen
- seit 2001: ARD Tagesschau
- seit 2002: NDR Aktuell und NDR Voice Over